# Dicranum saxatile
Dicranum saxatile là một loài rêu trong họ Dicranaceae. Loài này được Lag., D. García & Clemente mô tả khoa học đầu tiên năm 1802.